# Eurosceptycyzm
Eurosceptycyzm – pojęcie oznaczające niechęć do większej integracji krajów Unii Europejskiej i powiększenia jej o nowe państwa członkowskie lub sprzeciw wobec wejścia do niej w przypadku krajów kandydujących. Jako określenie potoczne stosowane jest w różnych znaczeniach; zwykle dla opisania poglądów osób krytycznych wobec różnych elementów bieżącej polityki oraz systemu prawnego Unii Europejskiej. Przeciwieństwem eurosceptycyzmu jest euroentuzjazm, który oznacza tendencję do większej integracji krajów Unii i powiększenia jej o nowe państwa lub dążenie do szybkiego wejścia do niej w przypadku krajów kandydujących.

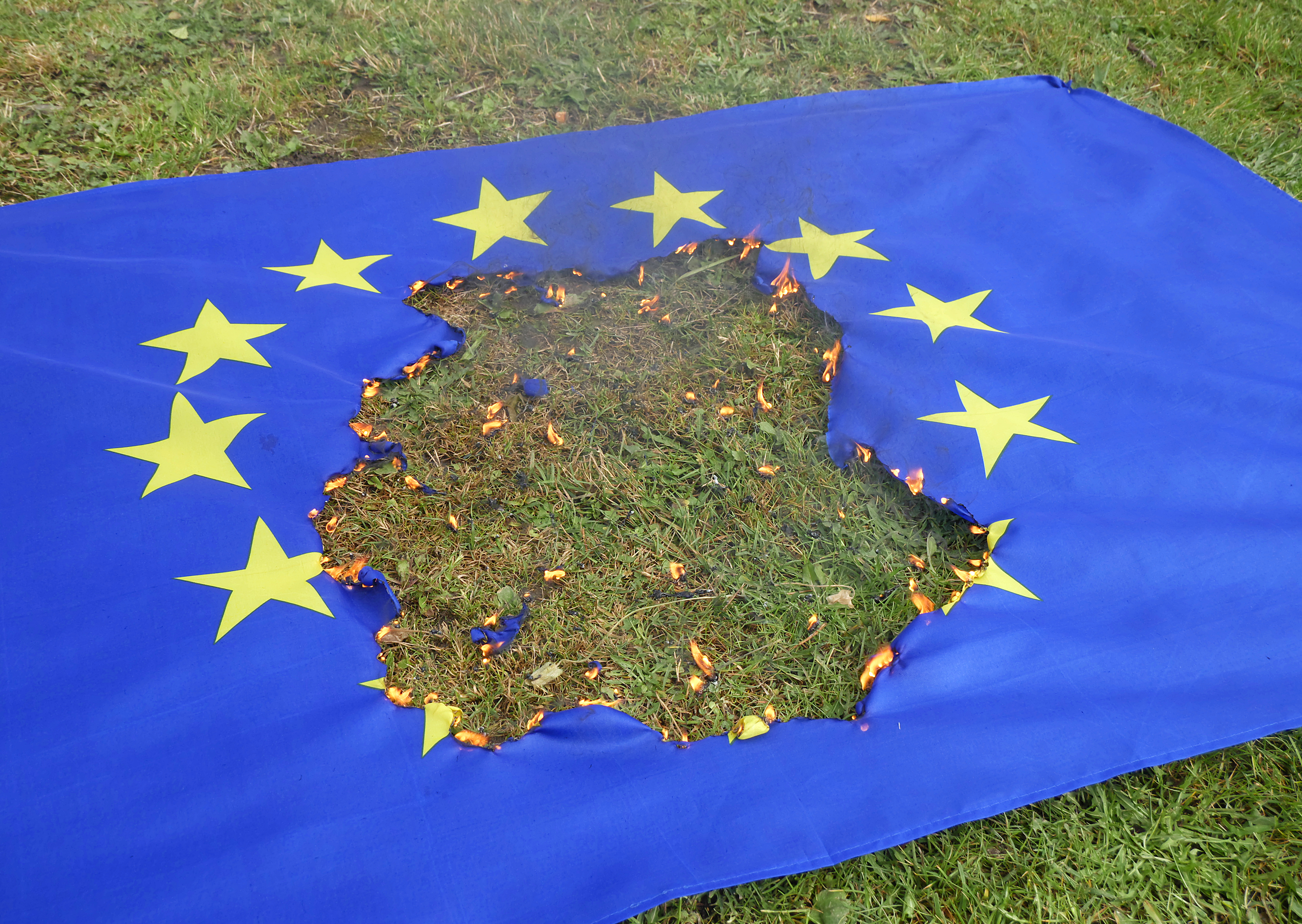
Spalona flaga Unii Europejskiej, jako demonstracja eurosceptycyzmu

## Powstanie terminu
Termin opisujący motywy opozycji sprzeciwiającej się integracji europejskiej, niemal do końca lat 90. XX wieku nie został skonceptualizowany. Pojęcie eurosceptycyzm pierwszy raz zostało użyte w czasopiśmie „The Times” w 1985 r. Zdefiniowano taką postawę, aby nie używać źle kojarzącej się i niepoprawnej terminologii: „euro fobii” czy „antyeuropeizmu”. Należy podkreślić, że hasło „eurosceptyk” można odnaleźć jedynie w specjalistycznych słownikach poświęconych polityce integracyjnej, oraz to, że termin ma różne znaczenie w zależności od tego, w jakiej części Europy się nim posługiwano. Dla przykładu, dla Brytyjczyków „eurosceptyk” (rozumiejąc, jako postawę, nie zjawisko eurosceptycyzmu) to: „brytyjski polityk, który jest przekonany, że Wielka Brytania nie powinna należeć do Unii Europejskiej”.
Zjawisko opozycji wobec integracji europejskiej narastało powoli, równie z wolna rosło jego naukowe zainteresowanie. Przekonuje o tym skromna ilość opracowań poświęconych tej problematyce. Niejako prekursorem w analizie tego zjawiska był Bertrand Benoit, który w swej pracy poświęcił dużo uwagi francuskim środowiskom przeciwnym jednoczeniu się Europy, określonym jako eurosceptycy. B. Benoit omawiany termin potraktował bardzo ogólnikowo, nie skupiając się na jego szczegółowym rozpracowaniu. Dokonał tego w 1997 r. Paul Taggart, opisując eurosceptycyzm jako postawę polityczną, która podważa proces integracji europejskiej, bądź też jej elementy składowe. Według dra hab. Krzysztofa Zuby to właśnie od tego czasu można określić omawiany termin jako pojęcie naukowe.
Część polityków prezentujących omawiane poglądy preferuje określenie „uniosceptycyzm”, co ma podkreślać, że sprzeciwiają się oni jedynie Unii Europejskiej i jej instytucjom, a nie cywilizacji europejskiej jako takiej.

## Typologia pojęcia eurosceptycyzm
Mianem eurosceptycznych określane są różne – w zależności od przekonań osoby używającej tego pojęcia – rodzaje poglądów, między innymi takie, które:
- negują zasadność członkostwa poszczególnych państw w Unii Europejskiej,
- negują niektóre elementy polityki Unii Europejskiej, takie jak głęboka integracja polityczna (ale dopuszczając np. głęboką integrację gospodarczą) – w szczególności Traktat lizboński,
- negują poszczególne mechanizmy Unii Europejskiej takie jak Wspólna Polityka Rolna, zbytni liberalizm („eurosceptycyzm francuski”)[9], niechęć wobec chrześcijaństwa[10] itp.,
- są krytyczne wobec sposobu funkcjonowania poszczególnych organów Unii takich jak Parlament Europejski czy Komisja Europejska.

Osoby prezentujące poglądy określane mianem „eurosceptycznych”, zwłaszcza z dwóch ostatnich grup, uważają, że ich poglądy należy właściwie określać mianem „eurorealizmu”.
Dr hab. Krzysztof Zuba podaje w swoim opracowaniu rozwiązanie kompromisowe. Jest to model trzyczęściowy, który wydaje się mieścić wszystkie poglądy związane z opiniami na sprawę integracji europejskiej. Model ten wyróżnia: euroentuzjastów (opowiadających się za integracją z UE), eurorealistów (kontestujących tylko częściowo współczesną politykę UE) oraz eurosceptyków (opowiadających się przeciw integracji i obecnej polityce UE). Taki podział, choć nie występował jako spójna propozycja, pojawiał się w różnych kombinacjach w polskiej dyspucie politycznej.

## Grupy eurosceptyczne

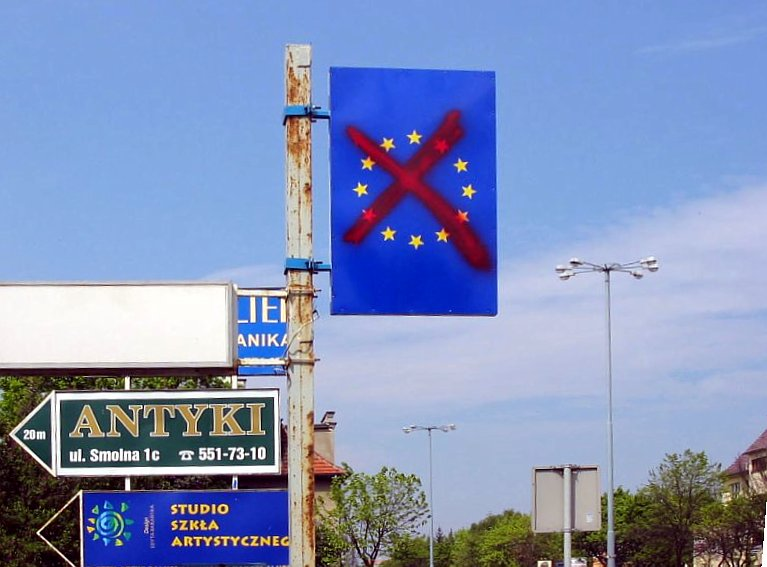
Przekreślona flaga Unii Europejskiej

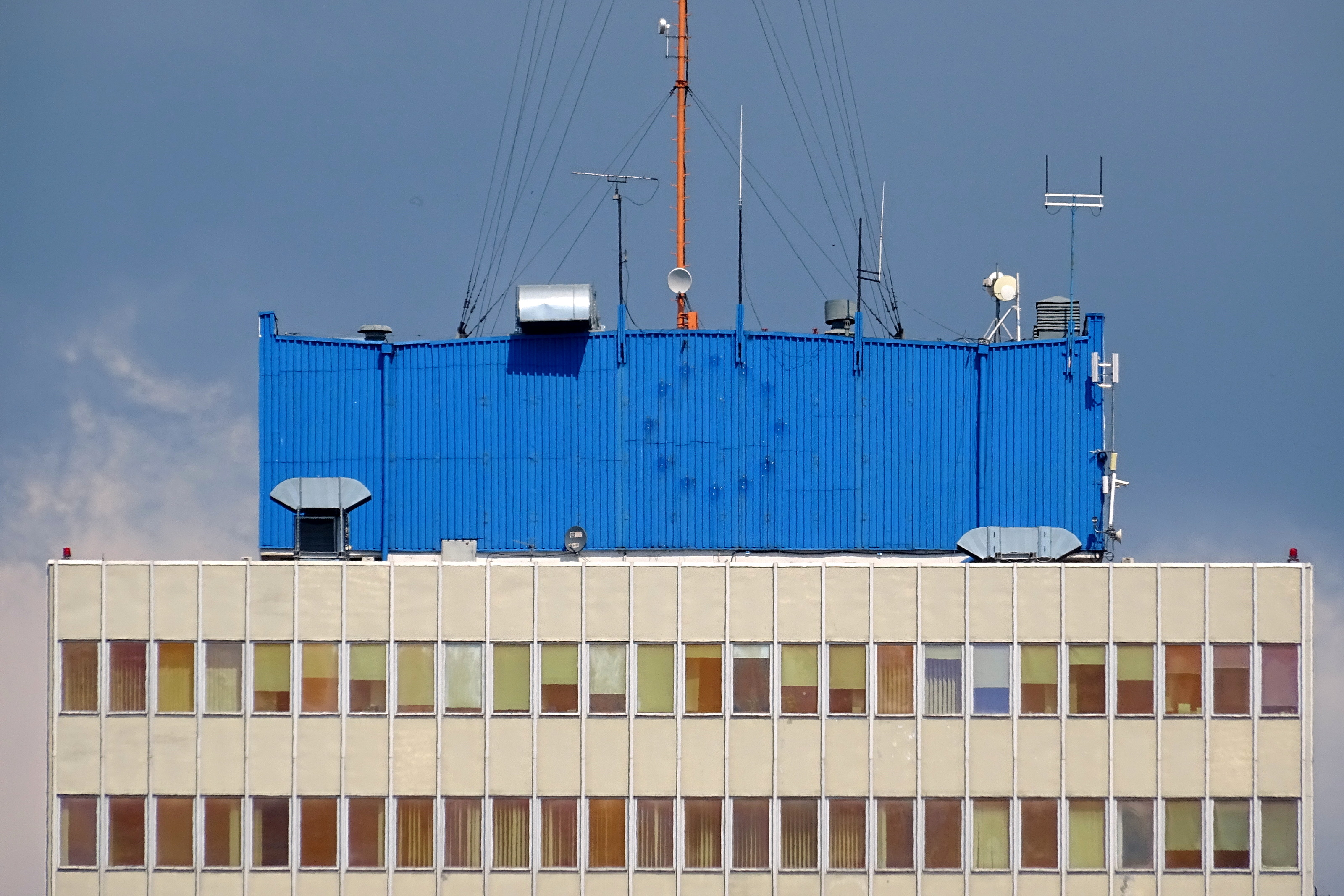
Zdemontowane gwiazdki flagi europejskiej na Lubuskim Urzędzie Wojewódzkim po zmianie rządów w 2015

Eurosceptykami określają się przedstawiciele zarówno lewej, jak i prawej strony sceny politycznej (głównie skrajnych jej odłamów), konserwatyści, libertarianie, liberałowie, konserwatywni liberałowie, narodowcy, komuniści, czy też ultralewicowcy. Generalnie trudno znaleźć jeden główny punkt łączący wszystkie te podmioty i jeden główny zarzut stawiany UE, jako że każda z grup dąży do innych celów. Także różne sfery działalności UE stoją w sprzeczności z planami, wymaganiami i dążeniami tychże grup. Można jednak wyodrębnić pewne główne argumenty najczęściej pojawiające się w rozmaitych debatach, deklaracjach, czy nawet statutach grup eurosceptycznych. Należą do nich m.in. zbyt wysokie podatki, antychrześcijaństwo, narastający socjalizm, nadmierna biurokracja, nadregulacja. Niektóre stronnictwa uważają, że Unia Europejska dąży do stworzenia państwa, a to z kolei doprowadzi do utraty suwerenności obecnych państw członkowskich. Stronnictwa lewicowe lub lewicujące zgłaszają również obawy, że organizacja ta próbuje budować zachodnioeuropejski imperializm i nierówno traktuje wszystkie państwa członkowskie, a także kraje tzw. Starej Unii chcą podporządkować sobie nowe kraje członkowskie.
Podmioty te najczęściej żądają przebudowy struktur Unii, zmiany zakresu działania poszczególnych jej komórek, zmiany w dystrybucji funduszy, powrotu do walut narodowych, ograniczenia biurokracji, wycofania poszczególnych państw z jej struktur (głównie na polu działań w obrębie danego kraju) czy w ostateczności nawet rozwiązania całej Unii Europejskiej.

## Eurosceptycyzm w krajach Unii Europejskiej

### Eurosceptycyzm w Austrii
Eurosceptyczna Austriacka Partia Wolnościowa uznawana przez Parlament Europejski za partię faszystowską w 1999 roku otrzymała 27% głosów mimo gróźb izolacji Austrii, jeżeli dostanie się do rządu. Poparcie dla tej partii od roku 1999 jednak znacznie zmalało, i w wyborach z lat 2002 i 2006 uzyskała odpowiednio 10% i 11,04%. W wyborach z 2008 roku partia ponownie zyskała większe poparcie – uzyskała 17,70% głosów, co pozwoliło jej na zdobycie 35 mandatów. W wybory do PE w 2014 roku otrzymała 19,7% głosów obejmując cztery mandaty spośród 18 przypadających na kraj.

### Eurosceptycyzm w Danii
28 września 2000 roku Duńczycy w referendum większością 53,2% głosów odrzucili euro.
Eurosceptyczna Duńska Partia Ludowa w wyborach parlamentarnych w 2005 roku zdobyła 24 z 179 mandatów co sprawiło iż stała się trzecią partią w rządzie. Popiera politykę antyimigrancką oraz, jest również za wystąpieniem Danii z UE. Zwyciężyła ona wybory do Parlamentu Europejskiego w 2014 roku, osiągając 26,6% głosów.

### Eurosceptycyzm w Holandii
Konserwatywno-liberalna eurosceptyczna Partia Wolności w wyborach do Parlamentu Europejskiego w 2014 roku uzyskała 13,32% głosów zdobywając cztery mandaty.

### Eurosceptycyzm w Finlandii
Socjalna i eurosceptyczna Perussuomalaiset w wyborach do Parlamentu Europejskiego w 2014 roku uzyskała 12,87% głosów zdobywając dwa mandaty.

### Eurosceptycyzm we Francji
Eurosceptyczny Front Narodowy zwyciężył wybory do Parlamentu Europejskiego w 2014 roku osiągając 24,86% głosów i otrzymując 24 mandaty.

### Eurosceptycyzm w Polsce

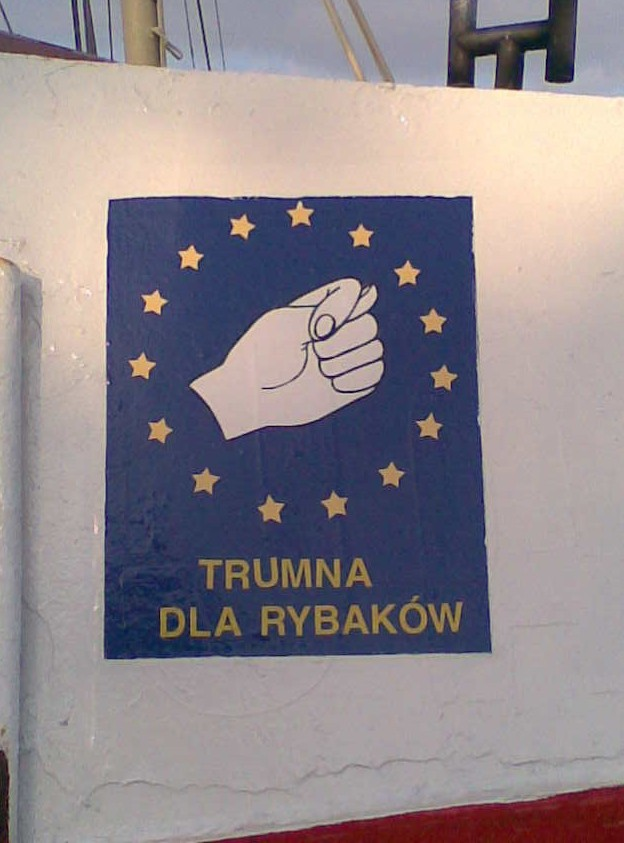
Znak „Trumna dla rybaków” widoczny na burtach części polskich kutrów rybackich. Polscy rybacy protestują przeciw zakazowi połowu dorsza przez polskie statki, wydanemu przez UE. Zdjęcie wykonane w przystani rybackiej w Jastarni

Po 1989 roku sprawa europejska pojawiła się w ogólnym dyskursie politycznym. Jednak z racji nieokreślonych stanowisk ugrupowań partyjnych, nie wykształciły się jeszcze wykrystalizowane postawy wobec procesu integracji europejskiej.

#### Polskie partie eurosceptyczne
W Polsce organizacje eurosceptyczne można podzielić na dwie części. Pierwszą z nich stanowią partie, które przed referendum akcesyjnym w czerwcu 2003 opowiadały się przeciwko wejściu Polski do Unii Europejskiej. W tym okresie w sejmie z tej grupy zasiadała Samoobrona i Liga Polskich Rodzin. Eurosceptyczną partią pozaparlamentarną była konserwatywno-liberalna Unia Polityki Realnej. W wyniku zawirowań politycznych nie odgrywają znaczącej roli.
Drugą grupę stanowią ugrupowania eurosceptyczne powstałe po referendum akcesyjnym. Należy do niej Kongres Nowej Prawicy (7,15% głosów w wyborach do Parlamentu Europejskiego w 2014), bazujący na środowisku dawnego UPR-u, którego działacze preferują określenie uniosceptycyzm wskazując, że to UE zaprzecza wartościom europejskim. Partia ta dąży do likwidacji Unii Europejskiej poprzez „redukcję tego sztucznego, etatystyczno-fiskalno-ideologicznego tworu do strefy wolnego handlu – pierwotnej Europejskiej Wspólnoty Gospodarczej”. Eurosceptyczny charakter mają także partie KORWiN i Ruch Narodowy, które w grudniu 2018 utworzyły Konfederację KORWiN Braun Liroy Narodowcy na wybory do Parlamentu Europejskiego w 2019 roku i kontynuowana na wybory parlamentarne w 2019 roku, a następnie na jej bazie utworzono w lipcu 2019 partię federacyjną Konfederacja Wolność i Niepodległość. W 2019 r. działacze Kongresu Nowej Prawicy, w tym Stanisław Żółtek, ogłosili powstanie nowej partii eurosceptycznej Polexit.

### Eurosceptycyzm w Szwecji
Szwedzi w referendum w 2003 roku odrzucili euro większością 55,9% głosów, stając się jednym z 3 krajów, które odrzuciły wspólną walutę.
Lista Czerwcowa (Junilistan) jest współzałożycielką eurosceptycznej grupy Niepodległość i Demokracja. W wyborach do parlamentu europejskiego w 2004 roku zdobyła 14% głosów.

### Eurosceptycyzm na Węgrzech
Eurosceptyczna nacjonalistyczna partia Jobbik otrzymała 14,67% głosów w wyborach do Parlamentu Europejskiego w 2014 roku, zdobywając trzy mandaty.

### Eurosceptycyzm w Wielkiej Brytanii
Eurosceptyczna Partia Niepodległości Zjednoczonego Królestwa zdobyła w 2009 roku 16,5% głosów i wprowadziła 13 z 72 deputowanych, jacy przypadli Wielkiej Brytanii, stając się tym samym drugą siłą polityczną w swoim kraju. Poparcie dla tej formacji nadal rośnie i w 2014 roku zwyciężyła w Wielkiej Brytanii wybory do PE zdobywając 26,60% głosów (wprowadziła 24 z 73 europosłów). Głównym celem owej partii było wyprowadzenie kraju z Unii Europejskiej.
23 czerwca 2016 roku odbyło się wśród obywateli Wielkiej Brytanii referendum dotyczące opuszczenia Unii; za wyjściem kraju z UE opowiedziało się 52% Brytyjczyków. Procedura wystąpienia odbyła się na mocy art. 50 Traktatu o Unii Europejskiej, jednak brytyjska premier Theresa May nie planowała rozpoczynać negocjacji przed końcem 2016 roku. Wielka Brytania formalnie opuściła Unię Europejską 31 stycznia 2020 r.

## Eurosceptycyzm w państwach poza Unią Europejską
W referendum 6 grudnia 1992 roku Szwajcarzy odrzucili możliwość wejścia do Europejskiego Obszaru Gospodarczego.

## Eurosceptycy w Parlamencie Europejskim
Przed wyborami do PE w 2009 r. irlandzki biznesmen i deputowany do Parlamentu Europejskiego Declan Ganley stworzył międzynarodową organizację uniosceptyczną Libertas – nie jest ona partią polityczną, ale zrzesza członków ugrupowań przeciwnych Unii Europejskiej z wielu krajów. Uzyskało ono jednak tylko jeden mandat.
W Parlamencie Europejskim po wyborach w 2009 r. utworzono dwie frakcje eurosceptyków: Europejscy Konserwatyści i Reformatorzy, i Europa Wolności i Demokracji. W PE są również przedstawiciele kilku innych krajowych partii eurosceptycznych, które nie są członkami żadnej z frakcji.

### Europejscy Konserwatyści i Reformatorzy
Frakcję tę utworzyli w 2009 roku deputowani z:
- Partii Konserwatywnej (Wielka Brytania)
- Prawa i Sprawiedliwości (Polska)
- Obywatelskiej Partii Demokratycznej (Czechy)
- Akcji Wyborczej Polaków na Litwie (Litwa)
- Listy Dedeckera (Belgia)
- Dla Ojczyzny i Wolności/Łotewskiego Narodowego Ruchu Niepodległości (Łotwa)
- Unii Chrześcijańskiej (Holandia)
- Węgierskiego Forum Demokratycznego (Węgry)

### Europa Wolności i Demokracji
Frakcję tę utworzyli w 2009 roku deputowani z:
- Partii Niepodległości Zjednoczonego Królestwa (Wielka Brytania)
- Ligi Północnej (Włochy)
- Porządku i Sprawiedliwości (Litwa)
- Duńskiej Partii Ludowej (Dania)
- Ludowej Koalicji Prawosławnej (Grecja)
- Ruchu na rzecz Francji (Francja)
- Prawdziwych Finów (Finlandia)
- Politycznej Partii Protestantów (Holandia)
- Słowackiej Partii Narodowej (Słowacja)

### Europa Narodów i Wolności
Frakcję tę utworzyli w 2009 roku deputowani z:
- Austriackiej Partii Wolnościowej (Austria)
- Frontu Narodowego (Francja)
- Ruchu na rzecz Lepszych Węgier (Węgry)
- Partii Wielkiej Rumunii (Rumunia)
- Brytyjskiej Partii Narodowej (Wielka Brytania)
- Partii Wolności (Holandia)
- Interesu Flamandzkiego (Belgia)
- Narodowej Unii „Atak” (Bułgaria)
- Nowej Nadziei (Polska)
- Kongresu Nowej Prawicy (Polska)

## Partie ponadnarodowe
Powstały eurosceptyczne partie ponadnarodowe, takie jak: Sojusz na rzecz Europy Narodów (AEN, w latach 2002–2009), Sojusz Europejskich Ruchów Narodowych (AENM, od 2009), Sojusz Europejskich Konserwatystów i Reformatorów (AECR, od 2009), Ruch na rzecz Europy Wolności i Demokracji (MELD, od 2011), Europejski Sojusz na rzecz Wolności (EAF, od 2010).